# Парищенська сільська рада
| Парищенська сільська рада — орган місцевого самоврядування у Надвірнянському районі Івано-Франківської області з адміністративним центром у с. Парище. Водоймища на території, підпорядкованій даній раді: річка Велесничка. Сільській раді підпорядковані населені пункти: - с. Парище — населення 1 748 ос. - с. Лісна Велесниця — населення 331 ос. |

## Склад ради
Рада складається з 16 депутатів та голови.

### Керівний склад ради
| ПІБ                      | Основні відомості                                                 | Дата обрання | Дата звільнення |
| ------------------------ | ----------------------------------------------------------------- | ------------ | --------------- |
| Рябченко Марія Дмитрівна | Сільський голова, 1951 року народження, освіта, позапартійна      | 26.03.2006   | 31.10.2010      |
| Магдич Василь Михайлович | Сільський голова, 1966 року народження, освіта вища, безпартійний | 31.10.2010   |                 |

Примітка: таблиця складена за даними джерела